# Valerie Taeldeman
Valerie Taeldeman, née le 27 décembre 1975 est une femme politique belge flamande, membre du CD&V.
Elle est licenciée en sciences politiques et sociales.

## Fonctions politiques
- échevine à Maldegem
- députée au Parlement flamand:
  - depuis le 13 juillet 2009
- sénatrice fédérale :
  - depuis le 22 février 2019